# LION2
LION2 est un câble sous-marin de l'océan Indien mis en service en avril 2012. Prolongement du Lower Indian Ocean Network, ce câble long de 2 700 km dessert Mayotte et le Kenya.

## Annexe